# يوليوس راينهارد
يوليوس راينهارد (بالألمانية: Julius Reinhardt)‏ هو لاعب كرة قدم ألماني في مركز الدفاع، ولد في 29 مارس 1988 في كيمنتس في ألمانيا. شارك مع منتخب ألمانيا الوطني لكرة القدم تحت 15 سنة ‏. أما مع النوادي، فقد لعب مع آينتراخت براونشفايغ وكيكرز أوفنباخ وكيمنتزر ونادي هايدنهايم.

## وصلات خارجية
- يوليوس راينهارد على موقع قاعدة بيانات كرة القدم.إي يو (الإنجليزية)
- يوليوس راينهارد على موقع بيانات كرة القدم. دي إي (الألمانية)
- يوليوس راينهارد على موقع Soccerway.com (الإنجليزية)
- يوليوس راينهارد على موقع عالم كرة القدم.نت (الإنجليزية)